# Bisceglie
Pour les articles homonymes, voir Bisceglie (homonymie).

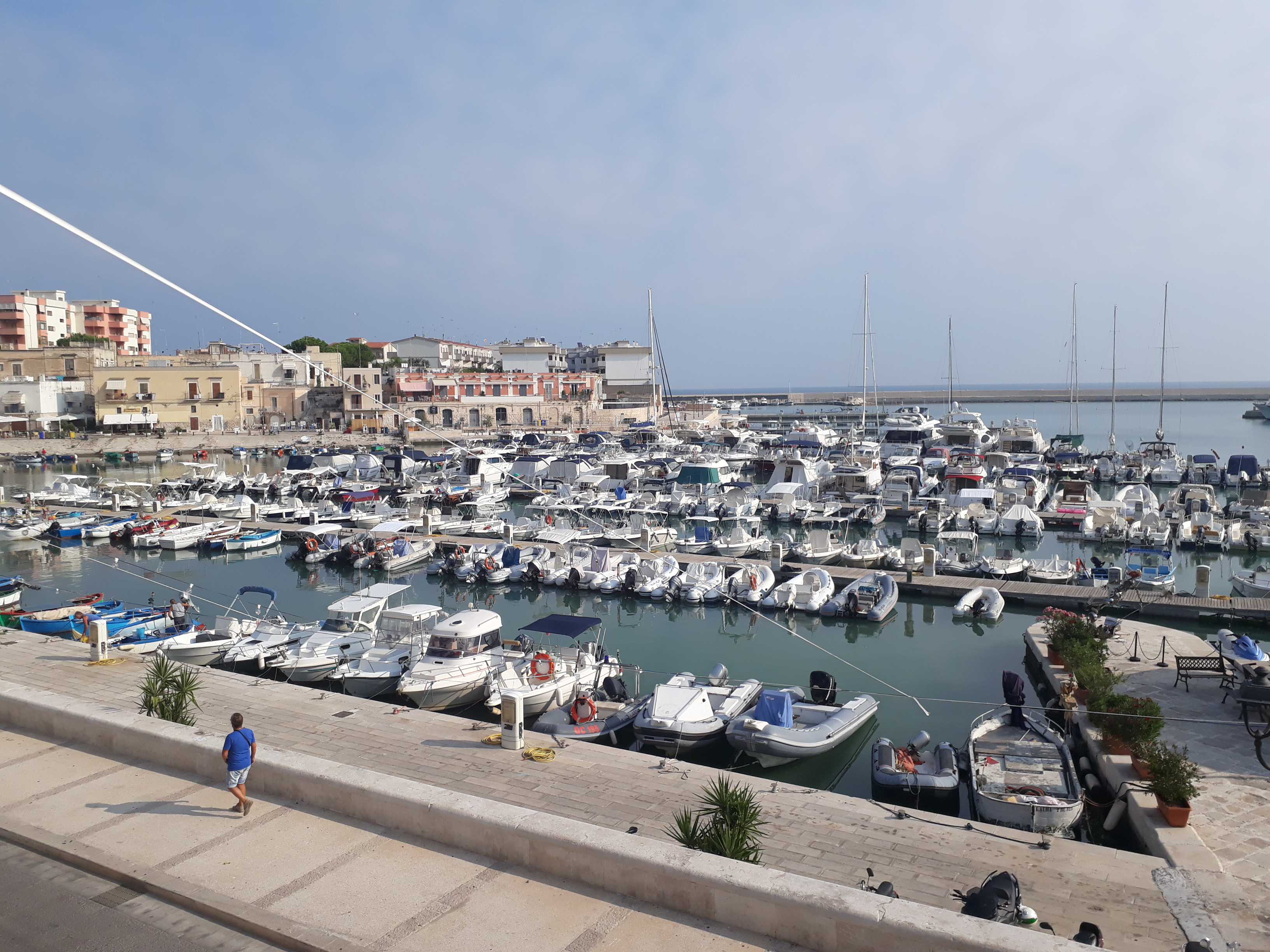
Port de Bisceglie sur la mer Adriatique.

Bisceglie est une ville d'environ 53 600 habitants (2022) de la province de Barletta-Andria-Trani dans les Pouilles, dans l'Italie méridionale.

## Géographie

### Territoire
La ville surplombe la mer Adriatique pour un développement côtier d'environ 7,5 km, entre les municipalités de Trani, au nord, et de Molfetta, au sud.
Le territoire communal, principalement plat, glisse vers la mer traversée par plusieurs sillons peu profonds (ce sont des sols fertiles typiques du paysage des Pouilles, qui acheminent les eaux météoriques) dans lesquelles le microclimat est particulièrement propice à la prolifération de la flore et de la faune. Le territoire communal s'étend sur quelques kilomètres jusqu'aux centres de Corato, Ruvo di Puglia et Terlizzi, rejoignant ainsi les premières pentes de la Murge.
L'altimétrie est comprise entre 0 et 160 mètres d'altitude. La ville s'étend principalement entre la ligne de côte et celle du chemin de fer Bologne - Lecce, avec quelques ramifications qui dépassent la voie ferrée (quartier de Sant'Andrea, zone artisanale et zone industrielle). La partie la plus ancienne de la ville, autrefois limitée par deux pales convergeant vers le bassin portuaire, s'élève sur une partie du territoire prédominant par rapport aux zones urbanisées par la suite.

### Climat
La ville se caractérise par un climat méditerranéen avec des hivers doux et humides et des étés chauds et humides. Les excursions thermiques sont contenues par l'action atténuante de l'Adriatique. Étant une ville côtière, l'humidité relative reste très élevée tout au long de l'année, se situant entre 70 % et 90 % en moyenne. Cependant, pendant les mois d'hiver, la ville est souvent influencée par les courants froids du nord-est, qui provoquent sporadiquement des chutes de neige. Les pluies, concentrées pendant les mois d’hiver, se caractérisent par un régime extrêmement variable.

## Monuments et patrimoine
Le centre historique de la ville s'organise autour d'un ancien port, réputé pour la pêche, qui est encore actif aujourd'hui. Parmi les nombreux monuments, se trouvent plusieurs palais datant de la Renaissance comme le Palazzo Ammazzalorsa ou le Palazzo Tupputi. 
Mais également un château avec une tour nommé le Château de Bisceglie, érigé vers 1060. Il y a également bon nombre d'édifices religieux tels que des églises, une cathédrale, un monastère ainsi qu’un couvent, qui pour la plupart, remontent au Moyen Âge. 
En dehors du centre-ville, se situe même des dolmens, nommés Dolmen de Chianca, Dolmen d'Albarosa et Dolmen Frisari  datant de l'âge de bronze ainsi que des grottes qui étaient autrefois habitées. C'est une ville qui a un passé historique très fort, mais aussi relativement peu connu,.
- Cathédrale de Bisceglie

## Administration
| Période                                  | Période  | Identité              | Étiquette     | Qualité |
| ---------------------------------------- | -------- | --------------------- | ------------- | ------- |
| 30 mai 2006                              | En cours | Francesco Carlo Spina | Centro-Destra |         |
| Les données manquantes sont à compléter. |          |                       |               |         |

### Communes limitrophes
Corato, Molfetta, Ruvo di Puglia, Terlizzi, Trani

## Personnalités nées à Bisceglie
- Mauro Giuliani (1781-1829), guitariste et compositeur

## Liens externes

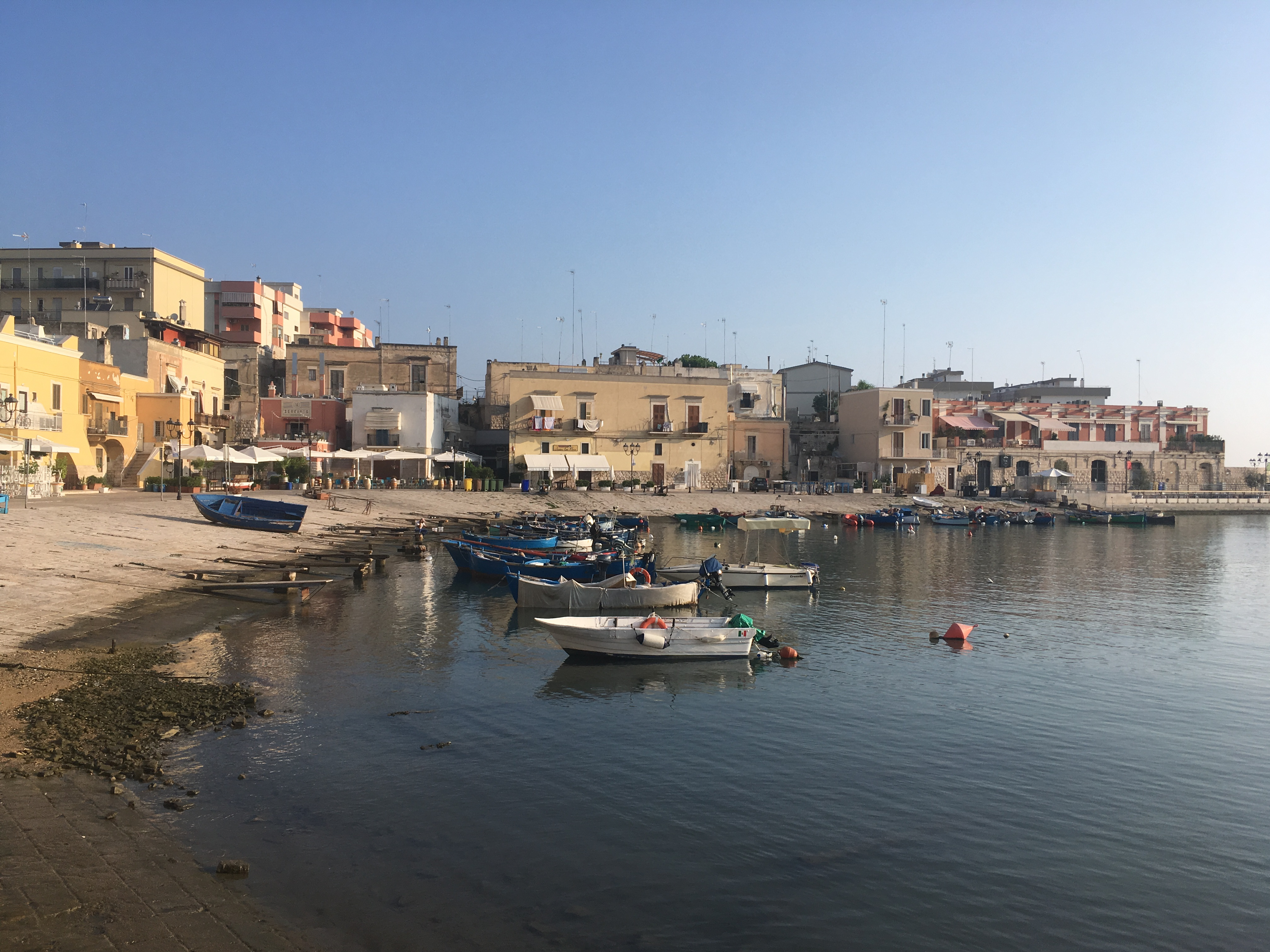
Port de Bisceglie sur la mer Adriatique.